# Ochthebius nonaginta
Ochthebius nonaginta är en skalbaggsart som beskrevs av Manfred A. Jäch 1998. Ochthebius nonaginta ingår i släktet Ochthebius och familjen vattenbrynsbaggar. Inga underarter finns listade i Catalogue of Life.